# Theodoxus sarmaticus
Theodoxus sarmaticus is een slakkensoort uit de familie van de Neritidae. De wetenschappelijke naam van de soort is voor het eerst geldig gepubliceerd in 1901 door Lindholm.